# Friederike Leue
Friederike Leue (Magdeburgo, 19 de junio de 1984) es una deportista alemana que compitió en piragüismo en las modalidades de aguas tranquilas y maratón. Ganó dos medallas en el Campeonato Mundial de Piragüismo de 2007 y dos medallas en el Campeonato Europeo de Piragüismo de 2007.
En la modalidad de maratón, obtuvo una medalla de bronce en el Campeonato Mundial de 2010.

## Palmarés internacional

### Piragüismo en aguas tranquilas
| Campeonato Mundial | Campeonato Mundial   | Campeonato Mundial | Campeonato Mundial |
| Año                | Lugar                | Medalla            | Competición        |
| ------------------ | -------------------- | ------------------ | ------------------ |
| 2007               | Duisburgo (Alemania) | Medalla de plata   | K1 1000 m          |
| 2007               | Duisburgo (Alemania) | Medalla de bronce  | K4 1000 m          |
| Campeonato Europeo |                      |                    |                    |
| Año                | Lugar                | Medalla            | Competición        |
| 2007               | Pontevedra (España)  | Medalla de plata   | K4 1000 m          |
| 2007               | Pontevedra (España)  | Medalla de bronce  | K1 1000 m          |

### Piragüismo en maratón
| Campeonato Mundial | Campeonato Mundial | Campeonato Mundial | Campeonato Mundial |
| Año                | Lugar              | Medalla            | Competición        |
| ------------------ | ------------------ | ------------------ | ------------------ |
| 2010               | Bañolas (España)   | Medalla de bronce  | K1                 |